# Huo Guang
Dans ce nom, le nom de famille, Huo, précède le nom personnel.
Pour les articles homonymes, voir Huo.
Huo Guang (chinois : 霍光 ; pinyin : Huò Guāng ; EFEO : Houo Kouang ; mort en 68 av. J.-C.), de son prénom social Zǐmèng ou Tseu-mong (chinois : 子孟), était un homme politique de la dynastie Han, qui a constitué un rare exemple dans l'histoire de la Chine d'un membre du pouvoir ayant destitué un empereur (Liu He) pour le bien de l'État, plutôt que d'usurper le trône. Il était le demi-frère du général Huo Qubing.
Après sa mort, l'impératrice douairière, femme de Han Zhaodi dont Huo Guang était le régent, lui fit édifier un mausolée. La femme de Huo Guang devint la concubine du maître de ses esclaves, qui était déjà l'amant de Huo Guang. 